# Tillgänglighet i utställningar i Sverige
Tillgänglighet i utställningar i Sverige syftar till att alla individer, oavsett, klass, kön, ålder, etnicitet, social- eller kulturell tillhörighet, kan ta del av och inkluderas i utställningssammanhanget. Att skapa tillgänglighet innebär att anpassa utställningens fysiska rum, dess innehåll, design och formspråk. Tillgänglighet har setts som en demokratifråga där tillgången till kulturen bör vara likvärdig för alla.

## Bakgrund
I Sverige är ett av målen för den statliga styrningen av museerna, så som det artikuleras i ett betänkandet Ny museipolitik från 2015, att utgå från ett medborgarperspektiv där alla ska känna sig välkomna och ha möjlighet att besöka museiutställningar.
Ur ett historiskt perspektiv har synen på museibesökaren emellertid genomgått betydande förändringar. När det europeiska museiväsendet växte fram på 1800-talet var utställningarna i huvudsak riktade till de bildade samhällsklasserna. När museibyggnaderna uppfördes gjordes inga åtgärder för att anpassa lokalerna efter besökares särskilda behov.
En förändrad attityd gjorde sig gällande först under 1960- och 1970-talet då synen på kulturen som en demokratisk, utvecklande och inkluderande resurs blev allt mer påtaglig i kulturpolitiken. En mer kritisk museiforskning under 1990 – talet ökade också den sociopolitiska medvetenheten vilket ledde till att många museer kom att bli mer självkritiska till sina utställningar. Detta banade väg för en utveckling där museiverksamheten allt mer betraktades som ett fält där samhälleliga kontexter dirigerade utvecklingen.
I Sveriges regerings betänkande angående museipolitiken betraktas kulturen som en medborgerlig rättighet.
En viktig utgångspunkt är den nya museologin som lyfter fram museernas utställningar som etnocentriska, nationalistiska och maskulina och pekar på hur utställningarna och den kunskap som artikulerats har vuxit fram i en diskursiv och situerad kontext. Fokus riktas på hur exkluderade grupper kan inkluderas i museiverksamheten och hur alla samhällsnivåer kan synliggöras, diskuteras och analyseras på museerna. Detta ställer också krav på att muserna blir mer tillmötesgående och aktivt försöker nå ut och kommunicera med olika grupper. I det avseendet flyttas också verksamhetens fokus från objektiv arkivering, samlande och utställningsverksamhet till utåtriktad kommunikation och ansvarstagande där besökarnas perspektiv sätts i fokus

## Anpassning
Museernas förändrade självbild har fått betydelse för utställningslokalernas utseende som ofta tilldelas en mer öppen och funktionell arkitektur och planlösning.  Fler hjälpmedel av olika slag används så att alla individer, trots funktionella, kulturella och sociala förutsättningar etc., kan ta del av utställningen. Anpassningen sker därmed på flera nivåer. Att skapa framkomligheten i lokalerna är en väsentlig del av detta arbete, lika så att tillföra audio- och visuella hjälpmedel för olika typer av funktionshinder. Det handlar också om att rent allmänt skapa bekvämlighet i utställningsrummet.
En viktig del i arbetet med tillgänglighet innebär också att lyfta fram alternativa berättelser och jobba med ett mångkulturellt perspektiv.
Utmaningen för museerna handlar också om att möta publiken även utanför museets väggar. Diskussioner förs kring hur de kan förnya sig för att bli attraktiva utan att göra avkall på den traditionella rollen som folkbildande institutioner.Digitala utställningar betraktas som en viktig resurs för detta. Genom dessa kan vem som helst, när som helst och var som helst ta del av utställningar. 
En viktig del i att skapa tillgänglighet handlar också om göra det möjligt för fler att besöka museerna. Öppettider och priser är faktorer som får betydelse för besöksutvecklingen. Undersökningar har visat att besökarantalet ökar väsentligt när entrén är avgiftsfri